# Yvrandes
Yvrandes ist eine Ortschaft im französischen Département Orne in der Normandie. Die bisher eigenständige Gemeinde wurde mit Wirkung vom 1. Januar 2015 mit Beauchêne, Frênes, Larchamp, Saint-Cornier-des-Landes, Saint-Jean-des-Bois und Tinchebray zur Commune nouvelle Tinchebray-Bocage fusioniert. Seither ist sie eine Commune déléguée. 
Nachbarorte sind Saint-Jean-des-Bois im Nordwesten, Tinchebray im Nordosten, Saint-Cornier-des-Landes im Osten, Beauchêne im Südosten und Ger im Südwesten.

## Bevölkerungsentwicklung
| Jahr      | 1962 | 1968 | 1975 | 1982 | 1990 | 1999 | 2008 | 2015 |
| --------- | ---- | ---- | ---- | ---- | ---- | ---- | ---- | ---- |
| Einwohner | 311  | 268  | 247  | 200  | 159  | 135  | 161  | 157  |

## Sehenswürdigkeiten
- Kirche Notre-Dame, seit 1926 ein Monument historique

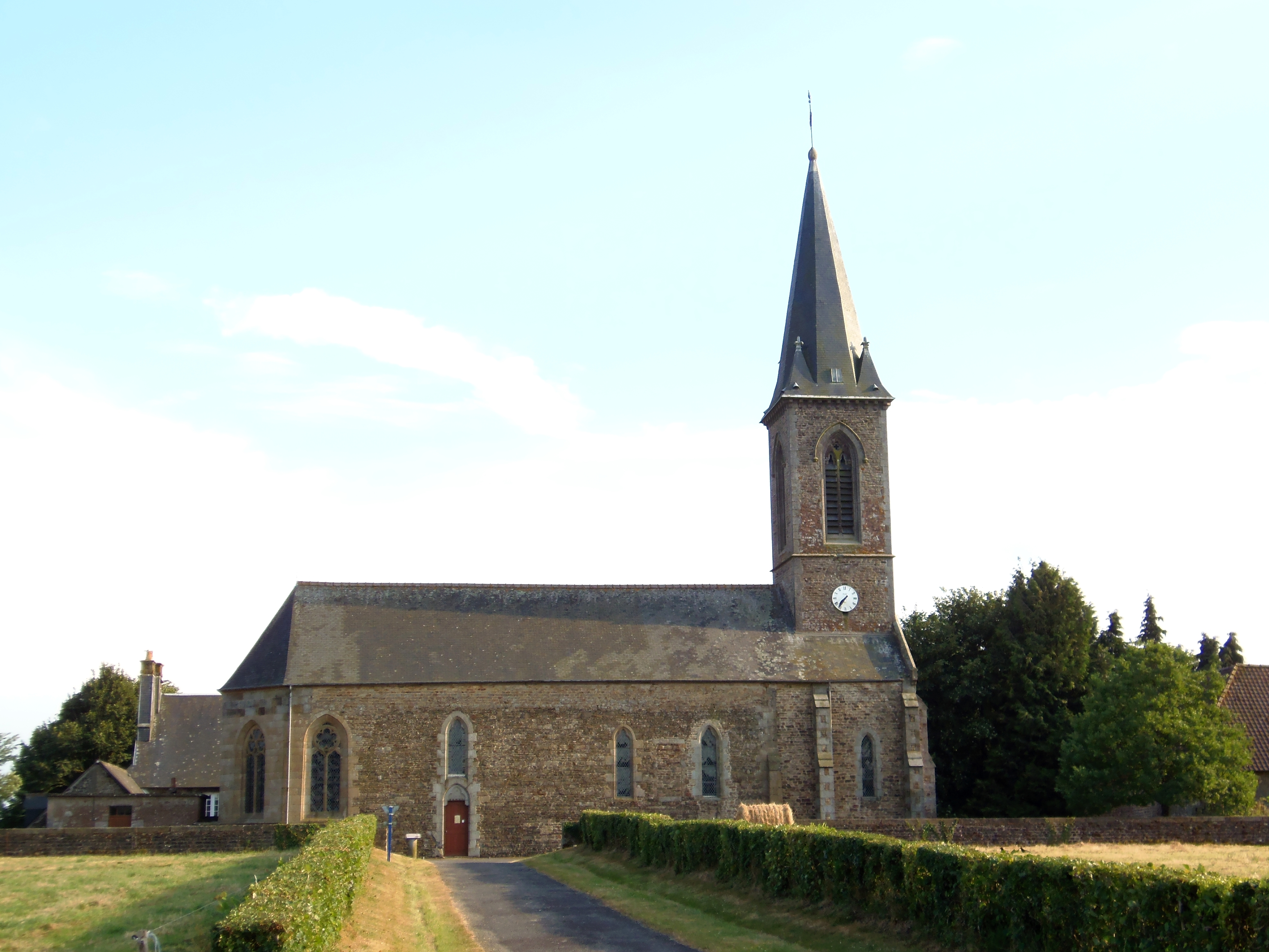
Kirche Notre-Dame